# Tuffie Vos
Marjolein (Tuffie) Vos (Baarn, 23 oktober 1964) is een Nederlands voice-over, stemactrice en zangeres. Bij treinreizigers was ze bekend als de stem van het omroepsysteem op de Nederlandse spoorwegstations.

## Biografie
Tuffie Vos is de dochter van Tineke de Nooij en jazzmuzikant Tony Vos. Ze groeide op in Baarn en volgde de Werkplaats Kindergemeenschap van Kees Boeke in Bilthoven. Vervolgens bezocht ze de Pedagogische Academie in Hilversum.

## Loopbaan
Vos verzorgde van 1996 tot 2021 de omroep van vertragingen en andere wijzigingen op de Nederlandse spoorwegstations. De berichten zijn vooraf verticaal ingesproken, dat wil zeggen alle stationsnamen, treinsoorten en tijden apart, en worden vervolgens door de computer aan elkaar geplakt tot logische zinnen.
Ook leende ze haar stem aan commercials van verschillende bedrijven, waaronder Robijn en Tefal.
Tevens presenteerde zij samen met Edwin Rutten tot eind 2015 het programma Jazz in the morning op Radio 6.
Zij heeft ook het luisterboek Galgenveld ingesproken van auteur Isa Maron, het eerste deel van het vierluik De Noordzeemoorden, uitgegeven bij Overamstel Uitgevers.